# 拉蒙塞勒
拉蒙塞勒（法語：La Moncelle，法語發音：[la mɔ̃sɛl]）是法国大東部大區阿登省的一个旧市镇，属于色当区。2024年1月1日，拉蒙塞勒并入市镇巴泽耶。

## 地理
拉蒙塞勒（49°41'20"N, 4°59'23"E）面积1.35 平方千米，位于法国大東部大區阿登省，该省份为法国北部内陆省份，西接埃纳省，南至马恩省，东临默兹省，北与比利时接壤。
与拉蒙塞勒接壤的市镇（或旧市镇、城区）包括：代尼、吕贝库尔和拉梅库尔、巴泽耶、巴泽耶。
拉蒙塞勒的时区为UTC+01:00、UTC+02:00（夏令时）。

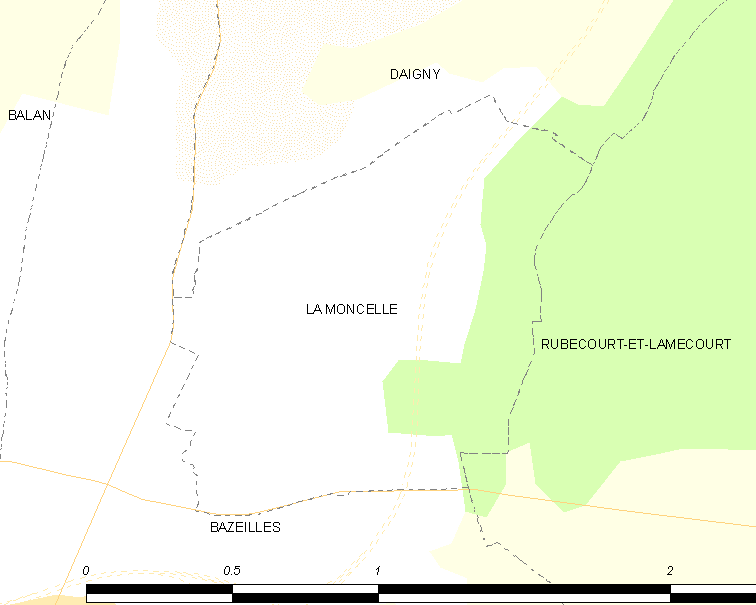
拉蒙塞勒的OSM定位图

## 行政
拉蒙塞勒的邮政编码为08140，INSEE市镇编码为08294。

## 政治
拉蒙塞勒所属的省级选区为色当第三县。

## 人口

1962-2008年间拉蒙塞勒人口变化图示

拉蒙塞勒于2021年1月1日时的人口数量为137人。